# Bernd Zirkler
Bernd Zirkler (* 27. März 1970 in Stuttgart) ist ein deutscher Wirtschaftswissenschaftler. Er ist Inhaber des Lehrstuhls für Allgemeine Betriebswirtschaftslehre, insbesondere Rechnungswesen und Controlling, an der Westsächsischen Hochschule Zwickau, Prodekan der Fakultät Wirtschaftswissenschaften und geschäftsführender Direktor des Instituts für Betriebswirtschaft.

## Leben
Im Zeitraum von 1991 bis 1996 studierte Bernd Zirkler auf Diplom Betriebswirtschaftslehre mit den Schwerpunkten Rechnungswesen, Controlling, Industriebetriebslehre und Wirtschaftsenglisch an der Universität Erlangen-Nürnberg. Anschließend arbeitete er als wissenschaftlicher Mitarbeiter am Lehrstuhl für Rechnungswesen und Controlling von Wolfgang Männel an der Fakultät für Wirtschafts- und Sozialwissenschaften der Universität Erlangen-Nürnberg. 1996 verbrachte Zirkler einen Forschungsaufenthalt bei Robert S. Kaplan an der Harvard Business School. Im Mai 2001 promovierte Zirkler über „Führungsorientiertes US-amerikanisches Management Accounting“ an der Universität Erlangen-Nürnberg (Note summa cum laude). Im Januar 2009 habilitierte er sich mit der Arbeit über „Kapitalflussrechnungen – Erstellung im Rahmen nationaler und internationaler Rechnungslegungsnormen und Anwendungsmöglichkeiten im finanz- und wertorientierten Controlling“ an der Universität Erlangen-Nürnberg.
Im März 2009 erhielt Zirkler den Ruf auf die Eckprofessur für Allgemeine Betriebswirtschaftslehre, insbesondere Rechnungswesen und Controlling, an die Westsächsische Hochschule Zwickau.
Die Ehrendoktorwürde erhielt Zirkler im September 2019 von der Kazakh-American Free University Öskemen für sein akademisches und wissenschaftliches Engagement.
Bernd Zirkler ist verheiratet und Vater eines Sohnes und einer Tochter.

## Wirken
Zirkler ist seit vielen Jahren sowohl in nationaler als auch in internationaler Lehre und Forschung involviert und engagiert sich in diversen Praxistransfers zu verschiedenen Themen des Rechnungswesens und Controllings.
Seit vielen Jahren ist Bernd Zirkler – neben seiner Tätigkeit innerhalb seiner Professur an der WHZ – als Dozent und Vortragender an Universitäten, wie beispielsweise der Katholischen Universität Eichstätt-Ingolstadt, der EBS Universität für Wirtschaft und Recht, und Fachhochschulen, wie u. a. der Hochschule für angewandte Wissenschaften Weihenstephan-Triesdorf und der Technischen Hochschule Ingolstadt, sowie internationalen Hochschulen, insbesondere der Chinesisch-Deutschen Hochschule für Angewandte Wissenschaften (CDHAW) und der University of the West of Scotland, tätig.
Zirkler ist Mitglied des Fakultätsrats der Fakultät Wirtschaftswissenschaften und des Erweiterten Senats der WHZ, Mitglied des Arbeitskreises Kostensimulation des VDI sowie im Verband der Hochschullehrer für Betriebswirtschaft. An der Fakultät Wirtschaftswissenschaften ist Zirkler Promotionsbeauftragter, seit Juni 2012 Prodekan und seit Januar 2014 zuerst stellvertretender und dann geschäftsführender Direktor des Instituts für Betriebswirtschaft (IfB).
Zirkler fungiert international u. a. im Deutschen Hochschulkonsortium für Internationale Kooperationen (DHIK) als Dozent an den internationalen Partnerhochschulen und als Fachkoordinator für Nachhaltige Entwicklung der Mexikanisch-Deutschen Hochschulkooperation (MDHK). Bernd Zirkler engagiert sich in den Kooperationen mit internationalen Hochschulen zum Zwecke des Studierendenaustauschs oder kooperativer Promotionsverfahren mit Universitäten wie der Tongji-Universität Shanghai, der Staatlichen Universität Sankt Petersburg, der Academy of Labour and Social Relations in Moskau, der Tec de Monterrey in Monterrey und der University of the West of Scotland.
In der Forschung liegen die Schwerpunkte von Zirkler auf den Themen Rechnungswesen und Controlling, vorwiegend in den Gebieten der integrierten Controllingkonzepte, der internationalen Rechnungslegung und des US-Management Accounting. Er verfasst wissenschaftliche nationale und internationale Fachbeiträge und Bücher und referiert auf Fachkongressen sowie an internationalen Hochschulen. Zirkler leitet national und international ausgerichtete Forschungsprojekte. Er ist Gutachter für Fachzeitschriften (z. B. Die Unternehmung, Controlling und Management Review, Kostenrechnungspraxis).
Im Praxistransfer arbeitet Zirkler seit 2006 als freiberuflicher Berater und Trainer u. a. für die Unternehmensberatung Horváth & Partners. Er ist zudem in der Erarbeitung von betriebswirtschaftlichen Gutachten u. a. im Gesundheitswesen und in der Energiewirtschaft beteiligt und arbeitet mit mittelständischen Unternehmen projektbezogen an anwendungsbezogenen Themen des Rechnungswesens und Controllings. Zirkler ist wissenschaftlicher Beirat der studentischen Unternehmensberatung MAXX! Consulting e. V.

## Publikationen (Auswahl)
- Hinaus in die Welt: Ergebnisse der Studierendenbefragung zu ihrer studienbezogenen Auslandsmobilität Ergebnisbericht der Mobilitätsstudie 2019 – Auslandsmobilität von Studierenden, ausgerichtet auf die Zielländer des DHIK, Ergebnisbericht zur empirischen Studie, Zwickau 2019 (zusammen mit Melanie Weber, Nadine Gerhardt, Philipp Schäfer).
- Qualitätsbezogenes Target Costing als integriertes Steuerungsinstrument im Entwicklungsprozess von Exoskeletten in: Weidner, Robert; Karafillidis, Athanasios (Hrsg.): Dritte Transdisziplinäre Konferenz, Hamburg 2018 (zusammen mit Nadine Gerhardt und Robert Weidner)
- Kennzahlengestütztes Finanzcontrolling auf Basis von Kapitalflussrechnungen in: Ulrich, Patrick; Baltzer, Björn (Hrsg.): Wertschöpfung in der Betriebswirtschaftslehre – Festschrift für Wolfgang Becker zum 65. Geburtstag, Wiesbaden 2019, S. 187–228 (zusammen mit Jonathan Hofmann). ISBN 9783658185725
- Management Accounting in den USA in: Becker, Wolfgang: Praxishandbuch Controlling, Wiesbaden 2016, S. 567–582. ISBN 9783658047078
- Kapitalflussrechnungen – Erstellung im Rahmen nationaler und internationaler Rechnungslegungsnormen und Anwendungsmöglichkeiten im finanz- und wertorientierten Controlling, Nürnberg 2008 (Habilitationsschrift).
- Führungsorientiertes US-amerikanisches Management Accounting – Entwicklung – Aufgabenfelder – Spezifika Wiesbaden 2002 (publizierte Dissertation). ISBN 9783409118682